# Синята лампа
„Синята лампа“ е български 10-сериен телевизионен игрален филм (криминален) от 1974 година на режисьорите Мариана Евстатиева-Биолчева, Георги Георгиев (Краят на филма, Танго с Фани), Веселин Вачев (Синият папагал и Рожден ден), по сценарий на Евгени Константинов, Марко Семов (Краят на филма), Богомил Герасимов (Танго с Фани), Иван Славков (Рожден ден, Амфората и Когато маските се свалят). Оператори са Георги Георгиев (Синият папагал), Петко Петков (Рожден ден), Ангел Иванов (Амфората и Когато маските се свалят). Музиката във филма е композирана от Емил Павлов, Кирил Цибулка (Синият папагал). Редактор: Иван Добрев, а художник на филма е Борис Нешев.

## Серии
- 1. серия – „Синият папагал“ – 52 минути
- 2. серия – „Рожден ден“ – 58 минути
- 3. серия – „Зодия Дева“ – 51 минути
- 4. серия – „Краят на филма“ – 62 минути
- 5. серия – „Танго с Фани“ – 62 минути
- 6. серия – „Амфората“ – 49 минути
- 7. серия – „Операция Теменуга“ – 54 минути
- 8. серия – „Кутия „Слънце““ – 60 минути
- 9. серия – „Когато маските се свалят“ – 58 минути
- 10. серия – „На разходка с мустанг“ – 58 минути [1].

## Сюжет на епизодите
Внимание:  Текстът по-долу разкрива сюжета на произведението (или части от него)!
- Синият папагал: В епизода на милиционерите е възложено да открият много интелигентен сексуален психопат, който избира за жертви руси жени, предимно чужденки. Владеенето на три езика – френски, английски и немски му дава предимство в общуването с тях. Тримата милиционери Лейтенант Велев, Старшина Найденов и Старшина Митев намират човек в ресторант, който прилича на заподозрения. Изчакват го навън, но той успява да се измъкне ловко с лодка, а след него тръгва Лейтенант Велев. Старшина Митев се впуска в преследване с коли като гони шофьора на ситроена, собственост на заподозрения. Велев успява да спипа заподозрения, който му предлага 10 000 долара за свободата си. Велев отказва и кара заподозрения да спре идващия за него ситроен. Той го спира, а вътре в него облечена като една от сервитьорките от ресторанта е жената, която е била с него на масата. Тя се опитва да убие заподозрения, но е спряна. По радиостанцията Велев разбира, че са хванали погрешен човек, тъй като истинския психопат е заловен в Ловеч. Все пак се оказва, че заловените не са случайни хора, а единия от тях е международен контрабандист издирван от Интерпол. Контрабандиста може да бъде разпознат по татуировка с форма на син папагал на рамото. След проверка на мъжа се оказва, че той няма такава татуировка и е вкаран в патрулката. Жената е отделена в друга патрулка като незаподозряна, но лейтенант Велев се усеща и дърпа ризата, за да види рамото ѝ, на което се оказва, че има татуировка с форма на син папагал.
- Рожден ден: Историята в епизода се върти около рождения ден на старшина Найденов и инженер Радоев. Найденов има рожден ден и си отива на село, за да вземе вино от свой съселянин. Междувременно лейтенант Велев и старшина Митев отиват да му купуват подарък – патрондаш. След това се събират в къщата на Найденов заедно с други негови приятели и го чакат за рождения ден. През това време историята се завърта около инженер Радоев и института, в който работи. В института се разработва ново лекарство. То е почти готово, когато се разбира, че всъщност Радоев е продал формулата на чуждестранна фирма. Единия от служителите на фирмата го притиска да саботира процеса по довършване на лекарството, за да може чуждестранната фирма първа да го внедри в производство. Радоев се поддава и отива да направи саботаж след което по план трябва да замине със самолета за чужбина, където ще получи пост в чуждестранната фирма. Успява да се вмъкне без пазача да го види и поврежда тръби, за да започне изтичане на газ, а после да се предизвика искра и така да се взриви оборудването. Пазачът успява да го усети и тръгва след него и двамата влизат в схватка, в която пазача е победен. В същия момент на борба пред института минава връщашия се от селото Найденов. Той чува шума от счупени стъкла и решава да провери какво става. Качва се нагоре и тръгва след Радоев, който се вмъква в залата, където изтича газ заедно с милиционера. Опитва се безуспешно да се измъкне и накрая е арестуван на покрива на института.
- Зодия Дева: Епизода започва с пожар в пощата в софийско село. Там на място първи пристигат Найденов, Велев и Митев и се включват в гасенето на пожара заедно със селяните. Едно дете казва че чува глас отвътре и старшина Митев влиза в горящата сграда. Междувременно пристигат пожарникари и започват да гасят пожара. Митев успява да намери човека, който е вързан и със запушена уста. Човекът се оказва началник на пощата. Той дава показания, че е бил обран от двама мъже и една жена. Лейтенант Велев разпитва началника на пощата и лекаря, който го преглежда, относно обира и палежа. Така постепенно лейтенанта разбира че приятелката на лекаря, която е зодия Дева след идването в селото го оставя и се оженва за началника на пощата. Междувременно мъж и жена от селото минават напряко през тресавището около селото, връщайки се от празненство в съседно село. Мъжът вижда някакъв човек и тръгва след него, а жената се връща обратно да съобщи на полицаите. Полицаите тръгват към мястото, като старшина Митев остава при лекаря и началника на пощата. В разговор между лекаря и началника става ясно, че жената на началника всъщност не е на опера, както преди това той е твърдял. Митев влиза в стаята и намира лекаря повален и в същия момент началника го напада и избягва. Митев тръгва след него и го гони из тресавището, но е изненадан и намушкан със скалпел в гърба. Старшината е откаран с патрулката, а полицаите се насочват към пещерата, където селяни са видели да влиза човек. Вътре те виждат как началника на пощата блъска жена си и тя пада върху камъни. Тогава се разбира, че обирът и палежа е бил инсцениран, но жената на началника не се е явила на уреченото място и е искала да избяга с парите. Епизодът завършва с репликата на Лейтенант Велев: Зодия Дева.
- Краят на филма: Епизода започва с мъж и жена, които се карат по улицата и накрая жената го отрязва и си тръгва сама. Той ѝ се заканва и влиза в колата си, бял москвич. Секунди по-късно бял москвич връхлита върху жената и я прегазва. На мястото пристига следовател, а по-късно и лейтенант Велев. В същия момент в друг край на София възрастен човек се обажда да каже, че колата му е открадната и че е бял москвич. Велев заедно с Недев и Митев отиват да съобщят на близките на момичето за смъртта му. На адреса Велев открива, че там живее само съквартирантката ѝ, която ги насочва към колега на убитата от института. Велев отива на място и привиква колегата на убитото момиче, който се оказва и мъжът, който ѝ се е заканил. Той казва че е трябвало да пътуват за Пловдив, но колата му се била повредила и била на ремонт от два дни. След като се връща от районното управление на МВР, той отива при колата си, която е скрита, и я закарва през нощта на паркинга на сервиза на москвич. На другия ден следователя отива в института, където работи колегата на момичето, който е архитект. Там го притиска да каже, защо колата му не е била на сервиз, като се оказва, че е бил следен от милиционера. Той казва че го е направил, защото жена му е била много ревнива. Междувременно на другия край на града Велев и колегите му причакват крадеца на белия москвич на възрастния човек. Той пристига, но все пак успява да се измъкне от тяхната засада. Велев и колегите му свалят отпечатъци от москвича и откриват една стара познайница на следователя, регистрирана за кражби. Следователят я намира и разпитва относно возенето в москвича и тя казва че сее возила с някакво момче. Съгласява се да сътрудничи и хващат момчето, което си признава, че взима автомобила от време на време, но не е блъскал никого. В същото време Велев през почивните си дни проследява възрастния човек до гробищата, където той полага цветя за жена си. У него възникват дадени съмнения. На убиеца е устроена засада с участието на старата познайница Теменуга, която трябва да играе ролята на жертвата. Минути по-късно белия москвич наистина се появява и се опитва да я сгази. В следващия момент е обграден от патрулки и арестуван. Следващата сцена дават как възрастния човек е при лекар, за да му изпише лекарства. Малко по-късно се появява Велев, който го въвежда в зала за прожекции. Там му разказват, че той е убиеца. Възрастния човек не иска да повярва, но му показват записи от местопрестъплението. Лекарят му поставя диагноза реактивна меланхолия. Оказва че съпругата му е била убита от пиян шофьор на камион, а той едва се измъква. И когато тя има рожден ден той изпада в тежка депресия и става неконтролируем, качва се на колата и прегазва жени, точно, както е убита неговата съпруга.
- Танго с Фани: Епизода започва в милицията, където свидетел се опитва да даде показания и да се направи фотопортрет на заподозряна измамница. Действието се пренася в Пловдив, където Фани, служителка в хотел помага на италианец-архитект да се установи в града. Двамата заедно отиват до хотел Марица и след това сядат на кафе. По предложение на Фани двамата се разхождат в Стария град на Пловдив и постепенно италианеца започва да я харесва. След това отиват до специален магазин, където архитекта, който е колекционер на маски си купува кукерска маска. Действието се пренася на купон на младежи, където двама младежи се опитват да свалят едно и също момиче. Обратно в София, Фани и архитекта сядат на ресторант, като преди това Фани му намира стая, единствената свободна. Обратно на купона, единия младеж получава телефонно обаждане и излиза. Отива пред хотела и открадва колата (Фиат 124) на италианеца. По пътя обаче бензина ѝ свършва и той намира бензиностанция прониква в нея и зарежда колата. Междувременно вътре в ресторанта Фани и архитекта нищо не подозират. След като се връща на купона младежа кани младото момиче да отидат на ресторант. Двамата отиват на същия ресторант, където са архитекта и Фани. По едно време Фани става и излиза. Италианеца я чака доста време и отива на рецепцията да пита за стаята си. Разбира че няма наета стая, но ако иска може да си наеме. Тогава излиза на паркинга и разбира че колата му е ограбена и маските му ги няма. Сцената се пренася в патрулката на Лейтенант Велев, която е с позивна „Стрела 10“. Велев, Митев и Найденов отиват на място пред хотела. Междувременно Фани изненадващо се появява на купона и става ясно, че двамата с младежа са в комбина. Той ѝ казва да се оттегли, защото полицаите имат неин портрет. Двамата се разбират да се чакат на тяхното място, което само те знаят, докато младежа намери пари. Полицаите от своя страна търсят отпечатъци от колата, когато италианеца забелязва, че резервоара му е пълен. След анализ те решават да отидат да намерят бензиностанцията зареждала с такъв бензин (Супер 96), който не се намира лесно. Там виждат младежа, който се опитва да избяга, но е заловен. Четиримата тръгват към хотела, за да покажат колата на младежа, но той отрича да я е виждал. Там пред хотела го вижда момичето, с което е отишъл и впоследствие изоставил. Вече петима всички отиват на купона. Докато се качват по стълбите Фани ги вижда и се скрива и те я подминават. На купона полицаите откриват маските, тъй като всички младежи там ги носят. Слизайки вече надолу виждат Фани вътре в патрулката при старшина Митев. Тя си признава всичко и казва че очаква смекчена присъда, поради доброволното си предаване.
- Амфората: Лейтенант Велев отива на почивка на морето, а неговите колеги старшините Недев и Митев са командировани там, за да осигуряват реда по морето през летните месеци. Там е разпределена и приятелка на Велев, която го харесва. Велев отсяда на къмпинг заедно с двама свои приятели и отива да лови риба с харпун. Там се запознава с жена, която стои в надуваема лодка. Малко след това изважда от морето амфора, която спасителя на плажа иска да я прибере, за да я занесе в музея, но Велев му отказва. Вечерта докато е с приятелите си Велев вижда как някой тършува из палатката му, отива там и намира спасителя, който бяга с амфората. В този момент двамаса се сборичкват и Велев го надвива. Двамата се запознават и стават приятели. Лейтенант започва да подозира нещо и за това не казва истинската си работа на спасителя, нито на жената в лодката, която се оказва тяхна съседка в къмпинга. На следващия ден той вижда как спасителя и жената с лодката влизат в морето. Усъмнява се и ги проследява по брега заедно с колата си. Намира ги в един залив, където заедно се гмуркат. След като си тръгват Велев влиза да провери защо са се гмуркали и намира антични амфори под водата. Това още повече засилва съмненията му и той става по-близък с жената. Тя трябва да отиде при мъжа си в ресторант и лейтенант и предлага услугите си. По пътя е спрян от Митев и Найденов, които са решили да направят малко пари за държавата, а и за собствено забавление като спират шофьорите за въображаемо нарушение на знак 59 (изпреварването забранено по думите на Велев). Спират Велев, който им плаща, за да не се издаде, но им се заканва, че после ще видят. Велев отива в ресторанта и по покана на жената остава на масата, където са мъжът ѝ, уредник на музей и други негови приятели. Съвсем случайно там се оказва и приятелката на Велев, която го харесва и тя му се нацупва, че танцува с друга жена. От вечерята в ресторанта Велев разбира че мъжът на жената, с която е дошъл е закупил пет амфори от музея и ще получи документ за тях. От друга страна лейтенант се усеща, че жената нарочно се опитва да го задържи, за да не се върне. Пред ресторанта пристигат Найденов и Митев и Велев им поставя задачата да наблюдават хората в ресторанта. Той успява да се измъкне и вижда, че колата и караваната на жената вече ги няма. Обратно пред ресторанта спасителя от плажа докарва караваната и колата пред хотела и мъжът и жената се качват в колата, като мъжа дава плик с пари на спасителя за свършената работа. След като му е съобщено за това Велев се обажда да ги спрат на границата за опит за изнасяне на антични ценности извън страната. На границата обаче митничаря след като преглежда подробно документите ги оставя да я преминат. В разговор с началника си Велев разбира че всъщност амфорите са купени и за това двамата са пуснати. На плажа Велев, Митев и Найденов отиват да видят спасителя, който едва тогава разбира, че Велев е полицай. Спасителя разказва историята на амфорите на лейтенанта. Оказва се, че спасителя ги купува от съюза на българските художници, оставя ги да престояват години под водата и ги продава на наивните чужденци.
- Операция Теменуга: Мъж и жена спират патрулната кола на Найденов, Митев и Велев и им казват че са видели труп на жена в парка. Когато отиват на място се оказва, че труп няма, но намират кръв. Оказва се, че жената е успяла да избяга и на другия ден се обажда в милицията. В дома и отиват Велев и Митев и я разпитват за заподозрения. Единственото, което тя успява да им каже като отличителен белег е това, че е носил дреха с много копчета като униформа. На брифинг в милицията се разяснява, че повечето нападения са станали във вторник и едно в петък. Постепенно полицаите влизат в следите на младеж от дом и го посещават. Там разбират, че момче, което е било в дома дава мотопеда си под наем за пари. Полицаите отиват в дома му и говорят с бащата, който е железничар и носи униформа. Той казва, че мотопеда е бил на поправка. Като последен ход милицията решава да направи засада на нападателя, като Велев привиква своята стара познайница Теменуга. Тя остава в парка на място, където са правени нападенията. В следващия момент е нападната и полицаите изскачат от храстите заедно с кучета и нападателя е хванат. Оказва се, че е автомонтьора поправял мотопеда и го е взимал за нападенията.
- Кутия Слънце
- Когато маските се свалят
- На разходка с мустанг

## Актьорски състав
| Изпълнител          | Роля                                                                     |
| ------------------- | ------------------------------------------------------------------------ |
| Младен Младенов     | лейтенант Велев                                                          |
| Никола Тодев        | старшина Крум Найденов                                                   |
| Иван Дорин          | старшина Митев, шофьорът на патрулната кола                              |
| Матей Иванов        | (1 – „Синият папагал“)                                                   |
| Сашка Братанова     | сервитьорката Бистра – (1 – „Синият папагал“)                            |
| Яна Павлова         | англичанката – (1 – „Синият папагал“)                                    |
| Виктор Данченко     | заподозреният – (1 – „Синият папагал“)                                   |
| Стефан Стефанов     | д-р Радоев, престъпника – (2 с. „Рожден ден“)                            |
| Кирил Симов         | пазачът – (2 с. „Рожден ден“)                                            |
| Златина Тодева      | жената на старшина Найденов – (2 с. „Рожден ден“)                        |
| Елена Райнова       | приятелката на инженера – (2 с. „Рожден ден“)                            |
| Мартина Вачкова     | ватманка – (2 с. „Рожден ден“)                                           |
| Любен Бояджиев      | професор – (2 с. „Рожден ден“)                                           |
| Иван Джамбазов      | служителят на чуждестранната конкурентна фирма – (2 с. „Рожден ден“)     |
| Продан Нончев       | Шефа на пощата (3 с. „Зодия Дева“)                                       |
| Александър Притуп   | докторът (3 с. "Зодия Дева")                                             |
| Румяна Гайтанджиева | приятелката на Ангелов (3 с. „Зодия Дева“)                               |
| Димитър Милушев     | (3 с. „Зодия Дева“) и (8 с. „Кутия „Слънце““)                            |
| Васил Попилиев      | (3 с. „Зодия Дева“)                                                      |
| Ани Гунчева         | (3 с. „Зодия Дева“)                                                      |
| Нина Арнаудова      | жената на началника на пощата (3 с. „Зодия Дева“)                        |
| Антон Карастоянов   | Манчо (3 с. „Зодия Дева“)                                                |
| Иван Томов          | мустакатият побойник от кръчмата (3 с. „Зодия Дева“)                     |
| Юри Савчев          | побойник от кръчмата (3 с. „Зодия Дева“)                                 |
| Любомир Младенов    | (3 с. „Зодия Дева“)                                                      |
| Пламен Масларов     | боксьорът Ангелов (3 с. „Зодия Дева“)                                    |
| Йордан Алексиев     | (3 с. „Зодия Дева“)                                                      |
| Стефан Костов       | човек от селото (3 с. „Зодия Дева“)                                      |
| Гено Недялков       | (3 с. „Зодия Дева“)                                                      |
| Тодор Златков       | (3 с. „Зодия Дева“)                                                      |
| Иванка Драганова    | (3 с. „Зодия Дева“)                                                      |
| Петър Димов         | (4 с. „Краят на филма“) и главен следовател (7 – Операция Теменуга)      |
| Васил Вачев         | Тодоров – (4 с. „Краят на филма“)                                        |
| Рачко Ябанджиев     | (4 с. „Краят на филма“) / (7 – Операция Теменуга)                        |
| Цветана Енева       | (4 с. „Краят на филма“)                                                  |
| Грета Ганчева       | Танчето - (4 с. „Краят на филма“)                                        |
| Анани Явашев        | (4 с. „Краят на филма“)                                                  |
| Ламби Порязов       | (4 с. „Краят на филма“)                                                  |
| Иво Момчев          | (4 с. „Краят на филма“)                                                  |
| Ангел Геров         | (4 с. „Краят на филма“)                                                  |
| Лиляна Ковачева     | Велева – (4 с. „Краят на филма“) и Теменуга – (7 с. „Операция Теменуга“) |
| Снежана Иванова     | (4 с. „Краят на филма“)                                                  |
| Жулиета Ралева      | (4 с. „Краят на филма“)                                                  |
| Лили Саева          | (4 с. „Краят на филма“)                                                  |
| Спас Захариев       | (4 с. „Краят на филма“)                                                  |
| Ангел Костов        | (4 с. „Краят на филма“)                                                  |
| Искра Радева        | Фани – (5 с. „Танго с Фани“)                                             |
| Явор Милушев        | Хъмпърдинг – (5 с. „Танго с Фани“)                                       |
| Никола Николов      | (5 с. „Танго с Фани“)                                                    |
| Цветана Манева      | Джина – (5 с. „Танго с Фани“)                                            |
| Валентин Гаджоков   | Роби – (5 с. „Танго с Фани“)                                             |
| Мадлен Чолакова     | Ваня – (5 с. „Танго с Фани“)                                             |
| Христо Руков        | (5 с. „Танго с Фани“)                                                    |
| Светослав Петров    | (5 с. „Танго с Фани“)                                                    |
| Димитър Георгиев    | (5 с. „Танго с Фани“)                                                    |
| Анани Анев          | (5 с. „Танго с Фани“)                                                    |
| Мая Драгоманска     | Малина – (6 с. „Амфората“)                                               |
| Пламен Дончев       | Жоро „Котвата“, спасителят на плажа – (6 с. „Амфората“)                  |
| Иван Кутевски       | Приятел на лейтенант Велев (6 с. „Амфората“)                             |
| Иван Асенов         | (6 с. „Амфората“)                                                        |
| Васил Инджев        | (6 с. „Амфората“)                                                        |
| Иван Йорданов       | майор – (6 с. „Амфората“)                                                |
| Спас Начев          | (6 с. „Амфората“)                                                        |
| Душко Пеев          | (6 с. „Амфората“)                                                        |
| Атанас Шиваров      | (6 с. „Амфората“)                                                        |
| Емил Митев          | (6 с. „Амфората“)                                                        |
| Мая Зуркова         | Беатрис – (6 с. „Амфората“)                                              |
| Теодор Юруков       | Жан - (6 с. „Амфората“)                                                  |
| Евстати Стратев     | директора на интерната – (7 с. „Операция Теменуга“)                      |
| Владо Русинов       | ЖП-то (7 с. „Операция Теменуга“)                                         |
| Никола Дончев       | монтьор/престъпник (7 с. „Операция Теменуга“)                            |
| Георги Миндов       | пияницата (7 с. „Операция Теменуга“)                                     |
| Величка Цанкова     | (7 с. „Операция Теменуга“)                                               |
| Люба Алексиева      | Майката на Велев (7 с. „Операция Теменуга“)                              |
| Милко Минков        | (7 с. „Операция Теменуга“)                                               |
| Антон Радичев       | очевидец – (7 с. „Операция Теменуга“)                                    |
| Йордан Таралежков   | (7 с. „Операция Теменуга“)                                               |
| Велико Стоянов      | Шофьорът на камиона (7 с. „Операция Теменуга“)                           |
| Калин Арсов         | Борис(7 с. „Операция Теменуга“)                                          |
| Виолета Павлова     | (8 с. „Кутия „Слънце““)                                                  |
| Димитрина Тенева    | Кети (8 с. „Кутия „Слънце““)                                             |
| Димитър Хаджиянев   | Манасиев (8 с. „Кутия „Слънце““)                                         |
| Васил Бенов         | (8 с. „Кутия „Слънце““)                                                  |
|                     |                                                                          |
| Виолета Антонова    | сервитьорката (8 с. „Кутия „Слънце““)                                    |
| Камелия Тодорова    | (8 с. „Кутия „Слънце““)                                                  |
| Веселин Кафеджиев   | (8 с. „Кутия „Слънце““)                                                  |
| Яким Михов          | (8 с. „Кутия „Слънце““)                                                  |
| Наталия Маркова     | Гертруда – (9 с. „Когато маските се свалят“)                             |
| Добромир Манев      | (9 с. „Когато маските се свалят“)                                        |
| Иван Григоров       | Митко – (9 с. „Когато маските се свалят“)                                |
| Васил Колев         | (9 с. „Когато маските се свалят“)                                        |
| Йордан Спиров       | (9 с. „Когато маските се свалят“)                                        |
| Симеон Викторов     | (9 с. „Когато маските се свалят“)                                        |
| Цветана Янакиева    | (9 с. „Когато маските се свалят“)                                        |
| Ангелина Сарова     | (9 с. „Когато маските се свалят“)                                        |
| Стефан Русинов      | (9 с. „Когато маските се свалят“)                                        |
| Васил Проданов      | французинът (10 с. „Разходка с мустанг“)                                 |
| Лидия Вълкова       | (10 с. „Разходка с мустанг“)                                             |
| Петя Хрису          | Теодора Хаджикян (10 с. „Разходка с мустанг“)                            |
| Стефан Генов        | (10 с. „Разходка с мустанг“)                                             |
| Спас Начев          | митничар (10 с. „Разходка с мустанг“)                                    |
| Стефан Германов     | следовател (10 с. "Разходка с мустанг")                                  |
| Венцислав Кисьов    | (10 с. „Разходка с мустанг“)                                             |
| Маргарита Стефанова | (10 с. „Разходка с мустанг“)                                             |
| Мария Берцоева      | (10 с. „Разходка с мустанг“)                                             |
| Мария Грубешлиева   | (10 с. „Разходка с мустанг“)                                             |
| Петрин Кафеджиев    | (10 с. „Разходка с мустанг“)                                             |
| Петя Генева         | (10 с. „Разходка с мустанг“)                                             |
| Васил Михайлов      | Ангел                                                                    |
| Герасим Младенов    | съселянина на Найденов                                                   |
| Мишо Милчев         | детето на старшина Найденов - (2 с. „Рожден ден“)                        |
| Георги Новаков      | Карата                                                                   |